# Enguídanos
Enguídanos là một đô thị trong tỉnh Cuenca, cộng đồng tự trị Castile-La Mancha Tây Ban Nha. Đô thị này có diện tích là 165,35 ki-lô-mét vuông, dân số năm 2009 là 415 người với mật độ 2,51 người/km². Đô thị này có cự ly 85 km so với tỉnh lỵ Cuenca.